# 蒙加尔迪诺
蒙加尔迪诺（義大利語：Mongardino），是意大利阿斯蒂省的一个市镇。总面积6.74平方公里，人口967人，人口密度143.5人/平方公里（2009年）。ISTAT代码为005071。